# Xífos

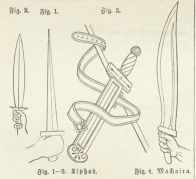
Starověké řecké meče: 1.–3. xífos, 4. machaira

Xífos (řecky ξίφος) je krátký dvojbřitý řecký meč původem ze Sparty. Do Řecka se dostal pravděpodobně počátkem 1. tisíciletí př. n. l. s příchodem Dórů. Byl přibližně 60 cm dlouhý, avšak od 5. století se spartské xífy začaly zkracovat tak, že připomínaly spíše dýky, jak potvrzuje řada písemných pramenů. Boje totiž probíhaly na dosah ruky, a tak nebylo zapotřebí delšího meče. Byl používán řeckými hoplíty v Řecko-perských válkách a později i v Peloponéské válce a je považován za předchůdce římského gladia.